# Armisvesi
Armisvesi är en sjö i Finland. Den ligger i kommunerna Hankasalmi och Rautalampi i landskapen Mellersta Finland och Norra Savolax, i den centrala delen av landet, 270 km norr om huvudstaden Helsingfors. Armisvesi ligger 106 meter över havet. Den är 38 meter djup. Arean är 23,37 kvadratkilometer och strandlinjen är 108,85 kilometer lång. Sjön  ingår i Kymmene älvs huvudavrinningsområde.   I omgivningarna runt Armisvesi växer i huvudsak blandskog. Den sträcker sig 13,0 kilometer i nord-sydlig riktning, och 8,8 kilometer i öst-västlig riktning.
För öar i sjön, se kategori:Öar i Armisvesi.